# Дрогобычская городская община
Дрогобычская городская общи́на (укр. Дрогобицька міська громада) — территориальная община в Дрогобычском районе Львовской области Украины.
Административный центр — город Дрогобыч.
Население составляет 122 905 человек. Площадь — 420,7 км².

## Населённые пункты
В состав общины входит 2 города (Дрогобыч и Стебник) и 32 села:
- Быстрица
- Быков
- Глинное
- Новошичи
- Ортыничи
- Болеховцы
- Новое Село
- Броница
- Верхние Гаи
- Воля Якубова
- Дережичи
- Монастырь-Дережичский
- Добровляны
- Долишний Лужок
- Лешня
- Монастырь-Лешнянский
- Медвежья
- Михайлевичи
- Нагуевичи
- Нижние Гаи
- Бойничи
- Почаевичи
- Раневичи
- Рыхтичи
- Хатки
- Снятынка
- Залужаны
- Старое Село
- Ступница
- Котовано
- Селец
- Унятичи